# Burak Özçivit
Burak Özçivit (Istambul, 24 de dezembro de 1984) ele é um ator turco, além de ex-modelo. É conhecido internacionalmente por seu papel em Kara Sevda (2015-2017), uma das séries turcas de maior sucesso, vendida para mais de 110 países e o único vencedor do Prêmio Emmy Internacional em 2017.
Ele também é amplamente conhecido por seu papel atual em Kuruluş: Osman, uma série dramática de ação e aventura que "supera as produções de Hollywood" em que ele interpreta Osman. A série conseguiu quebrar recordes de audiência, mantendo-se como líder ao longo de sua transmissão, alcançando a melhor estreia da história da Turquia e sendo a única série turca na história a ser premiada no Venice TV Awards.
Seus papéis nas séries Çalıkuşu (2013) e Muhteşem Yüzyıl (2011-2012) também se destacam. Ao longo de sua carreira de ator, Özçivit recebeu vários elogios e prêmios e atualmente é o ator turco do mundo com o maior número de seguidores no Instagram.

## Biografia
Burak Özçivit nasceu em 24 de dezembro de 1984 em Istambul, Turquia, filho de Bülent Özçivit e Ceyhan Özçivit. Ele tem uma irmã mais nova chamada Burçun.
Ele estudou no Departamento de Fotografia da Faculdade de Belas Artes da Universidade de Marmara.

## Carreira profissional

### Seus inícios
Burak Özçivit começou sua carreira trabalhando como modelo. Em 2005, com apenas 20 anos, conquistou o primeiro lugar na competição "Melhor Modelo da Turquia" e foi eleito o segundo colocado na competição mundial.
Em 2006, estreou-se como ator na série Eksi 18 e, nos anos seguintes, participou de 5 séries como Zoraki Koca ou Küçük Sirlar, adaptação turca de Gossip Girl. Entre 2010 e 2011, ele foi conhecido por seu papel na histórica série dramática Muhteşem Yüzyıl, onde interpretou Malkoçoglu Bali Bey, um comandante militar otomano a serviço do Sultão Suleiman, ganhando os dois primeiros prêmios de sua carreira.

### 2013Calikusu
Em 2013, seu primeiro papel de peso em uma série chegaria; Çalıkuşu, uma adaptação de amor, drama e comédia do romance homônimo de Reşat Nuri Güntekin, um dos autores mais importantes da Turquia. A série se passa no início do século 20 na Turquia, onde Burak interpreta Kamran, um jovem, atraente e respeitado médico que se apaixona por sua prima Feride, papel desempenhado por Fahriye Evcen.
Çalıkuşu foi lançado em 24 de setembro de 2013 e foi transmitido pela Kanal D. Graças ao seu papel na série, Burak Özçivit ganhou mais 4 prêmios.
Um ano depois, em 2014, ele estrelou novamente com Fahriye Evcen no filme de amor e drama Aşk Sana Benzer.

### 2015-2017Kara Sevda, o lançamento de sua carreira
Entre 2015 e 2017, ela estrelou a novela Kara Sevda no papel de Kemal Soydere ao lado de Neslihan Atagül.
A série tornou-se um marco na história internacional da série turca, sendo a primeira e única série turca a receber os mais prestigiosos prêmios de televisão do mundo, o Premio Emmy Internacional de "Melhor Novela" em 2017. Ele também recebeu o prêmio especial do júri no Seoul International Drama Awards. Para receber o prêmio, Burak Özçivit viajou para a Coreia com Hilal Saral, o diretor da série.
Kara Sevda se tornou a série turca mais assistida do mundo, sendo traduzida para mais de 50 idiomas e transmitida em mais de 110 países. Em sua exibição nos Estados Unidos, tornou-se a série estrangeira mais assistida em toda a história do país e a série turca que bateu recordes de audiência.
Em 2021, duas figuras de cera de Kemal e Nihan foram exibidas na parte dedicada a Istambul no Museu de Cera "Tashkent City Park", no Uzbequistão.

#### 2016-2017Kardesim Benim
Em 2016 estrelou o filme de comédia Kardeşim Benim ao lado do cantor e ator Murat Boz que conseguiu arrecadar mais de 23 milhões de liras.
Em 2017, ele fez a continuação do anterior chamado Kardeşim Benim 2.

#### 2018Can Feda
Em 2018 foi lançado o drama e o filme de ação Can Feda, no qual Burak Özçivit dividiu os holofotes com Kerem Bürsin. Burak interpretou o comandante Alparslan do exército terrestre turco com uma história dura e dramática por trás de quem era o capitão de um grupo de 5 soldados que entram em uma das partes do mundo mais sitiadas por terroristas para tentar libertá-la e salvar todas as pessoas que está sendo subjugado e assassinado, arriscando suas vidas em inúmeras ocasiões.
Para se preparar física e mentalmente para o papel, o ator teve que passar por um treinamento militar. No entanto, durante as filmagens, ele sofreu uma lesão que o afastou do set por um mês. Por sua atuação no filme, Burak Özçivit recebeu ou premiou "Ator de Cinema Mais Admirado do Ano" pela Universidade Técnica de Yildiz

### 2019-presenteKuruluş: Osman
Em 2019, Burak Özçivit voltou às telas após o sucesso de Kara Sevda, estrelando a nova série histórica turca de ficção, ação, aventura e drama Kuruluș Osman, considerada "a produção mais magnífica da história da televisão turca". A série, com duração prevista de 5 temporadas, narra a vida de Osman I, fundador do Império Otomano, protagonista do ator.
No início de 2019, Burak Özçivit, juntamente com o diretor de Kuruluș Osman, Mehmet Bozdağ, participaram do encontro de representantes da indústria cinematográfica realizado pelo presidente da Turquia, Recep Tayyip Erdoğan, devido à importância histórica da série.
Kuruluș Osman fez história quebrando vários recordes de audiência e permanecendo no topo do ranking de audiência da Turquia durante toda a sua transmissão. Em sua estreia na Turquia, conseguiu reunir mais de 16 milhões de espectadores, números de audiência nunca alcançados na história das séries turcas.
Kuruluș Osman se tornou a primeira série turca da história a ser homenageada no prestigioso Venice TV Awards como "Melhor Série" e recebeu um total de 15 prêmios, dos quais 4 foram para Burak Özçivit como melhor ator, entre os quais se destaca o Oscar da mídia turca.

#### Preparação física para a série
Burak Özçivit usou uma proteína especial usada por Daniel Craig para interpretar James Bond para fortalecer seus músculos e ossos devido ao peso de suas roupas e ao árduo treinamento e filmagem de Kuruluș Osman, que acontece em dias muito intensos e sob quaisquer condições climáticas. Além disso, o ator deve mudar sua aparência física a cada temporada.
Para se preparar física e mentalmente para o papel, Burak Özçivit e os outros atores passaram por treinamento militar por 9 meses, 8 horas por dia, 6 dias por semana em áreas montanhosas e arborizadas onde aprenderam equitação, tiro com arco, combate corpo a corpo, treinamento e coreografia com espadas e acrobacias.Este treinamento foi realizado por oficiais das forças especiais turcas aposentados. Além disso, os atores construíram seus próprios abrigos nas montanhas em condições naturais, encontraram água, prepararam comida e mantiveram vigilância a cada 2 horas durante a noite.
Exercícios militares também foram realizados: a equipe foi dividida em forças amigas, sob o comando de Burak Özçivit e forças inimigas em que os atores das forças amigas, lideradas pelo ator, se infiltraram no território inimigo, prepararam uma emboscada e capturaram o quartel-general em uma trilha de 10 quilômetros. A equipe de Burak Özçivit acertou os alvos com golpes completos e venceu a competição de tiro de arco e flecha.

## Vida pessoal
Özçivit ficou noivo de Fahriye Evcen em 9 de março de 2017 na Alemanha, e eles se casaram em Istambul em 29 de junho de 2017. Seu filho, chamado Karan, nasceu em 13 de abril de 2019.

## Filmografia

### Televisão
| Ano           | Qualificação    | Personagem          | Função           |
| ------------- | --------------- | ------------------- | ---------------- |
| 2006          | Eksi 18         | Murat               | Ator coadjuvante |
| 2007          | Zoraki Koca     | Ömer Özpolat        | Protagonista     |
| 2008-2009     | Baba Ocağı      | Güven               | Protagonista     |
| 2010          | İhanet          | Emir                | Protagonista     |
| 2010-2011     | Küçük Sırlar    | Çetin Ateşoğlu      | Protagonista     |
| 2011-2013     | Muhteşem Yüzyıl | Malkoçoğlu Bali Bey | Ator coadjuvante |
| 2013-2014     | Çalıkuşu        | Kamran              | Protagonista     |
| 2015-2017     | Kara Sevda      | Kemal Soydere       | Protagonista     |
| 2019-presente | Kuruluş: Osman  | Osman Bey           | Protagonista     |

### Cinema
| Ano  | Qualificação     | Personagem           | Função       |
| ---- | ---------------- | -------------------- | ------------ |
| 2015 | Aşk Sana Benzer  | Balıkçı Ali          | Protagonista |
| 2016 | Kardeşim Benim   | Hakan                | Protagonista |
| 2017 | Kardeşim Benim 2 | Hakan                | Protagonista |
| 2018 | Can Feda         | Comandante Alparslan | Protagonista |

## Prêmios e reconhecimento
| Ano  | Prêmios                                                                                    | Categoria                                | Qualificação    | Resultado | Referências   |
| ---- | ------------------------------------------------------------------------------------------ | ---------------------------------------- | --------------- | --------- | ------------- |
| 2012 | GQ Men of the Year Awards                                                                  | Ator do ano                              | Muhteşem Yüzyıl | Venceu    | [ 30 ]        |
| 2013 | Prêmio Universidade Galatasaray                                                            | Melhor Ator de Televisão                 | Muhteşem Yüzyıl | Venceu    |               |
| 2014 | 12º Prêmio YTÜ Estrelas do Ano                                                             | Ator de televisão mais amado             | Çalıkuşu        | Venceu    | [ 31 ]        |
| 2014 | 13º Magazinci.com Internet Media (melhor)                                                  | Melhor Ator de Televisão                 | Çalıkuşu        | Venceu    | [ 32 ]        |
| 2014 | 4º Prêmio Elle Style                                                                       | Elle Style Atora do Ano                  | Çalıkuşu        | Venceu    |               |
| 2014 | Prémios ao melhor da Universidade Haliç em 2014                                            | Melhor ator                              | Çalıkuşu        | Venceu    |               |
| 2015 | 4º Prêmio Bilkent de Televisão                                                             | Melhor Ator em Drama                     | Kara Sevda      | Venceu    |               |
| 2015 | Prêmio Ayakli Newspaper TV Stars                                                           | Melhor Ator em Série Dramática           | Kara Sevda      | Venceu    |               |
| 2016 | 14º Prêmio YTÜ Estrelas do Ano                                                             | Ator de cinema mais amado                | Aşk Sana Benzer | Venceu    | [ 33 ]        |
| 2016 | 23º ITÜ EMÖS Achievement Awards                                                            | O ator de cinema de maior sucesso do ano | Aşk Sana Benzer | Venceu    | [ 34 ]        |
| 2016 | 16º Magazinci.com Internet Media (melhor)                                                  | Desempenho televisivo do ano             | Kara Sevda      | Venceu    | [ 35 ]        |
| 2016 | 2º Prêmio Jovem da Turquia                                                                 | Melhor ator de cinema                    | Aşk Sana Benzer | Nominiert |               |
| 2016 | Prêmio University of the Aegean Media                                                      | Melhor Atriz de Televisão                | Kara Sevda      | Nominiert |               |
| 2016 | 10º Prêmio GSUEN                                                                           | Melhor ator de TV / cinema               | Aşk Sana Benzer | Nominiert |               |
| 2016 | Prêmio Altın Kelebek                                                                       | Melhor ator                              | Kara Sevda      | Nominiert | [ 36 ]        |
| 2016 | Prêmio Altın Kelebek                                                                       | Melhor casal na TV (Nihan e Kemal)       | Kara Sevda      | Nominiert | [ 36 ]        |
| 2017 | Prêmio Altın Kelebek                                                                       | Melhor ator                              | Kara Sevda      | Nominiert |               |
| 2017 | Los premios ONE Objective                                                                  | A celebridade de maior sucesso do ano    | Kara Sevda      | Venceu    |               |
| 2017 | GQ Men of the Year Awards                                                                  | O homem mais popular do ano              | Kara Sevda      | Venceu    | [ 37 ]        |
| 2019 | 17º Prêmio YTÜ Estrelas do Ano                                                             | Melhor Ator Masculino de Cinema 2018     | Can Feda        | Venceu    | [ 20 ]        |
| 2020 | Clube de Projetos da Universidade de Istambul                                              | Melhor estrela de TV do ano              | Kuruluş: Osman  | Venceu    | [ 38 ] [ 39 ] |
| 2021 | Oscars Media Awards                                                                        | Melhor Ator Masculino do Ano             | Kuruluş: Osman  | Venceu    | [ 40 ] [ 39 ] |
| 2021 | Prêmio Quality Magazine 2021                                                               | Melhor Ator Masculino                    | Kuruluş: Osman  | Venceu    | [ 41 ]        |
| 2021 | Prêmio Eurasian Consumer Protection Association (Avrasya Tüketicileri koruma Derneği ödül) | Melhor Ator                              | Kuruluş: Osman  | Venceu    |               |